# Ferrari World Championship 2009
Ferrari World Championship 2009 es un videojuego de carreras desarrollado y publicado por Gameloft para J2ME. Es la secuela de Ferrari World Championship de 2008.

## Jugabilidad
Te unes al equipo de la Scuderia Ferrari, el equipo campeón del mundo de F1, como pilotos Felipe Massa o Kimi Räikkönen, y participe en la nueva temporada de carreras. Al volante del Ferrari F60, corres en pistas globales que incluyen, por primera vez, una carrera nocturna en Hong Kong. Corres a alta velocidad contra oponentes que dominan la conducción defensiva. Luego, viajas a través de la historia y te subes a los legendarios autos de carreras Ferrari como el 246 F1 de 1958 o el F1-2000 para experimentar el mito del Cavallino Rampante por ti mismo.